# 阿胡阿烈

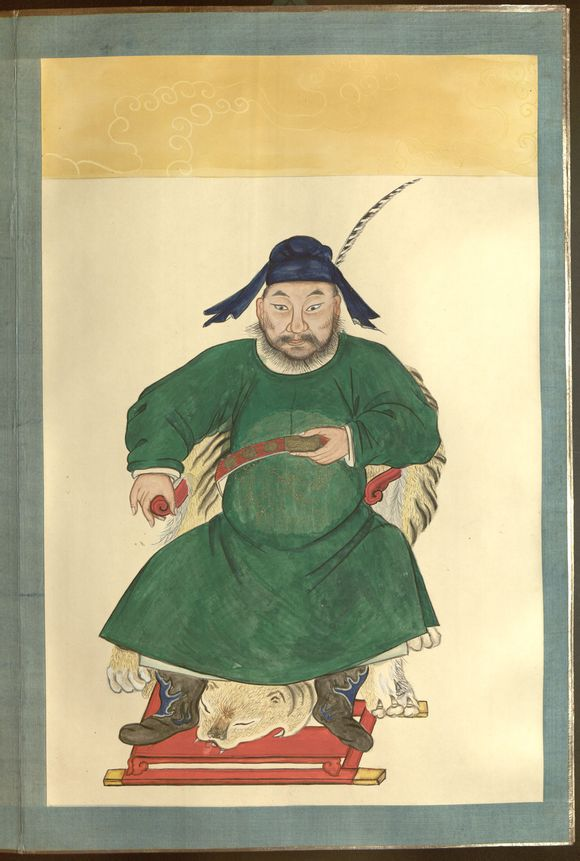
阿胡阿烈

阿胡阿烈（？—？），元朝丽江第三代土司。
阿胡阿烈是阿良阿胡的長子，为阿室剌母所生。阿良阿胡死后嗣位。1342年，元順帝命他為茶罕章宣撫使。1344年，元朝設立麗江路軍民總管府。1349年，元順帝命他的弟弟阿胡阿吉為巨甸軍民管民官和巨甸宣撫使。阿良阿胡被授为太中大夫、總管府輕車都尉。

## 家族
- 父：阿良阿胡
- 母：阿室剌母

- 妻：阿室丈蒙阿加（剌巴剌土之女）

- 子：
  - 阿烈阿甲